# Clemensia
Genre
Clemensia est un genre de lépidoptères (papillons) américains de la famille des Erebidae et de la sous-famille des Arctiinae. 

## Liste des espèces
Selon FUNET Tree of Life (2 novembre 2020) :
- Clemensia abnormis Schaus, 1905
- Clemensia acropera Jones, 1908
- Clemensia albata Packard, 1864
- Clemensia ochreata Schmidt & Sullivan, 2018
- Clemensia umbrata Packard, 1872
- Clemensia patella (Druce, 1885)
- Clemensia alembis Dyar, 1910
- Clemensia barbotini Gibeaux, 1983
- Clemensia brunneomedia Schaus, 1905
- Clemensia centralis Hampson, 1900
- Clemensia cernitis (Druce, 1897)
- Clemensia chala Schaus, 1921
- Clemensia cincinnata Schaus, 1911
- Clemensia clathrata Gibeaux, 1983
- Clemensia distincta Schaus, 1905
- Clemensia domica Druce
- Clemensia erminea (Schaus, 1896)
- Clemensia flava Jones, 1914
- Clemensia holocerna Dyar, 1916
- Clemensia incerta Gibeaux, 1983
- Clemensia inleis Schaus, 1905
- Clemensia irrorata Draudt, 1919
- Clemensia lacteata Hampson, 1914
- Clemensia leisova Dyar, 1910
- Clemensia leopardina Schaus, 1911
- Clemensia leucogramma Dognin, 1914
- Clemensia maculata (Rothschild, 1912)
- Clemensia marmorata (Schaus, 1896)
- Clemensia mesomima Dognin, 1914
- Clemensia mucida Schaus, 1911
- Clemensia nigrolineata Reich, 1933
- Clemensia nubila Jones, 1914
- Clemensia ochracea Gibeaux, 1983
- Clemensia ophrydina (Druce, 1885)
- Clemensia panthera (Schaus, 1896)
- Clemensia parapatella (Dognin, 1899)
- Clemensia plumbeifusca Hampson, 1918
- Clemensia pontenova Dognin, 1922
- Clemensia quinqueferana (Walker, 1863)
- Clemensia remida Schaus, 1921
- Clemensia reticulata Rothschild, 1913
- Clemensia rosacea Reich, 1933
- Clemensia roseata Hampson, 1900
- Clemensia russata Hampson, 1900
- Clemensia subleis Schaus, 1905
- Clemensia toulgoeti Gibeaux, 1983
- Clemensia urucata Dognin, 1902